# Seznam kulturních památek v Hradci Králové
Tento seznam nemovitých kulturních památek ve městě Hradec Králové v okrese Hradec Králové vychází z  Ústředního seznamu kulturních památek ČR, který na základě zákona č. 20/1987 Sb., o státní památkové péči, vede Národní památkový ústav jako ústřední organizace státní památkové péče. Údaje jsou průběžně upřesňovány, přesto mohou obsahovat i řadu věcných a formálních chyb a nepřesností či být neaktuální. 
Pokud byly některé části dotčeného území vyčleněny do samostatných seznamů, měly by být odkazy na tyto dílčí seznamy uvedeny v úvodu tohoto seznamu nebo v úvodu příslušné sekce seznamu.

## Hradec Králové
Viz Seznam kulturních památek v Hradci Králové – centrum města a Seznam kulturních památek v Hradci Králové – historické jádro.

## Pražské Předměstí
|  | Kategorie „Kostel Božského Srdce Páně (Hradec Králové) “ na Wikimedia Commons | Hledat fotografie a kategorie ve Wikimedia Commons podle rejstříkového čísla památky | Nahrát snímek k tomuto tématu do úložiště Wikimedia Commons |  |

|  | Kategorie „Hradec Králové hlavní nádraží “ na Wikimedia Commons | Hledat fotografie a kategorie ve Wikimedia Commons podle rejstříkového čísla památky | Nahrát snímek k tomuto tématu do úložiště Wikimedia Commons |  |

|  |  | Hledat fotografie a kategorie ve Wikimedia Commons podle rejstříkového čísla památky | Nahrát snímek k tomuto tématu do úložiště Wikimedia Commons |  |

|  | Kategorie „Červený Dvůr (Hradec Králové) “ na Wikimedia Commons | Hledat fotografie a kategorie ve Wikimedia Commons podle rejstříkového čísla památky | Nahrát snímek k tomuto tématu do úložiště Wikimedia Commons |  |

## Kukleny
|  | Kategorie „Church of Saint Anne (Kukleny) “ na Wikimedia Commons | Hledat fotografie a kategorie ve Wikimedia Commons podle rejstříkového čísla památky | Nahrát snímek k tomuto tématu do úložiště Wikimedia Commons |  |

|  | Kategorie „Cross at Denisovo náměstí in Kukleny “ na Wikimedia Commons | Hledat fotografie a kategorie ve Wikimedia Commons podle rejstříkového čísla památky | Nahrát snímek k tomuto tématu do úložiště Wikimedia Commons |  |

|  | Kategorie „Water well at Denisovo náměstí (Kukleny) “ na Wikimedia Commons | Hledat fotografie a kategorie ve Wikimedia Commons podle rejstříkového čísla památky | Nahrát snímek k tomuto tématu do úložiště Wikimedia Commons |  |

|  |  | Hledat fotografie a kategorie ve Wikimedia Commons podle rejstříkového čísla památky | Nahrát snímek k tomuto tématu do úložiště Wikimedia Commons |  |

|  | Kategorie „Muniční sklady (Kukleny) “ na Wikimedia Commons | Hledat fotografie a kategorie ve Wikimedia Commons podle rejstříkového čísla památky | Nahrát snímek k tomuto tématu do úložiště Wikimedia Commons |  |

|  |  | Hledat fotografie a kategorie ve Wikimedia Commons podle rejstříkového čísla památky | Nahrát snímek k tomuto tématu do úložiště Wikimedia Commons |  |

## Svobodné Dvory
| Památka                    | Fotografie        | Rejstříkové číslo v ÚSKP                                                             | Sídelní útvar                                               | Poloha | Popis a poznámky                                                      |
| -------------------------- | ----------------- | ------------------------------------------------------------------------------------ | ----------------------------------------------------------- | --- | --------------------------------------------------------------------- |
| Muniční sklady (Q38141910) | \| \| \| \| \| \| | 24835/6-573 Pam. katalog MIS                                                         | Svobodné Dvory                                              | jihozápadně od křižovatky silnice I/35 (Koutníkova) a I/11 (pokr. Náchodské), st. 125 50°13′50,99″ s. š., 15°47′22,2″ v. d. | Muniční sklady, dnes autobazar. Památkově chráněno od 20. ledna 1964. |
|                            |                   | Hledat fotografie a kategorie ve Wikimedia Commons podle rejstříkového čísla památky | Nahrát snímek k tomuto tématu do úložiště Wikimedia Commons | |                                                                       |

## Plácky
| Památka                    | Fotografie                                                               | Rejstříkové číslo v ÚSKP                                                             | Sídelní útvar                                               | Poloha                                                        | Popis a poznámky |
| -------------------------- | ------------------------------------------------------------------------ | ------------------------------------------------------------------------------------ | ----------------------------------------------------------- | ------------------------------------------------------------- | --- |
| Most přes Labe (Q38048176) | \| \| \| \| \| \|                                                        | 46464/6-4333 Pam. katalog MIS                                                        | Plácky                                                      | Cimlerova – Plotišťská 50°13′49,16″ s. š., 15°49′27,75″ v. d. | Silniční most Poznámka: MonumNet přiřazuje most do části Plácky a uvádí parcely Pražské Předměstí, pp. 492 (neexistuje), 1045/4 (neexistuje), Plácky, pp. 1573/1, 1574/14. Památkový katalog situuje most do části Věkoše na hranici částí Plácky a Věkoše (parcely pp. 492 a 1045/2 patří ke k. ú. Věkoše). Památkově chráněno od 5. června 1969. |
|                            | Kategorie „Elbe bridge in Plácky (Hradec Králové) “ na Wikimedia Commons | Hledat fotografie a kategorie ve Wikimedia Commons podle rejstříkového čísla památky | Nahrát snímek k tomuto tématu do úložiště Wikimedia Commons |                                                               | |

## Věkoše
| Památka                    | Fotografie                                                               | Rejstříkové číslo v ÚSKP                                                             | Sídelní útvar                                               | Poloha                                                        | Popis a poznámky |
| -------------------------- | ------------------------------------------------------------------------ | ------------------------------------------------------------------------------------ | ----------------------------------------------------------- | ------------------------------------------------------------- | --- |
| Most přes Labe (Q38048176) | \| \| \| \| \| \|                                                        | 46464/6-4333 Pam. katalog MIS                                                        | Věkoše                                                      | Cimlerova – Plotišťská 50°13′49,16″ s. š., 15°49′27,75″ v. d. | Silniční most Poznámka: MonumNet přiřazuje most do části Plácky a uvádí parcely Pražské Předměstí, pp. 492 (neexistuje), 1045/4 (neexistuje), Plácky, pp. 1573/1, 1574/14. Památkový katalog situuje most do části Věkoše na hranici částí Plácky a Věkoše (parcely pp. 492 a 1045/2 patří ke k. ú. Věkoše). Památkově chráněno od 5. června 1969. |
|                            | Kategorie „Elbe bridge in Plácky (Hradec Králové) “ na Wikimedia Commons | Hledat fotografie a kategorie ve Wikimedia Commons podle rejstříkového čísla památky | Nahrát snímek k tomuto tématu do úložiště Wikimedia Commons |                                                               | |

## Pouchov
|  | Kategorie „Church of Saint Paul (Pouchov) “ na Wikimedia Commons | Hledat fotografie a kategorie ve Wikimedia Commons podle rejstříkového čísla památky | Nahrát snímek k tomuto tématu do úložiště Wikimedia Commons |  |

|  |  | Hledat fotografie a kategorie ve Wikimedia Commons podle rejstříkového čísla památky | Nahrát snímek k tomuto tématu do úložiště Wikimedia Commons |  |

|  |  | Hledat fotografie a kategorie ve Wikimedia Commons podle rejstříkového čísla památky | Nahrát snímek k tomuto tématu do úložiště Wikimedia Commons |  |

|  | Kategorie „Jewish cemetery in Hradec Králové “ na Wikimedia Commons | Hledat fotografie a kategorie ve Wikimedia Commons podle rejstříkového čísla památky | Nahrát snímek k tomuto tématu do úložiště Wikimedia Commons |  |

## Piletice
| Památka                    | Fotografie                                       | Rejstříkové číslo v ÚSKP                                                             | Sídelní útvar                                               | Poloha                                               | Popis a poznámky |
| -------------------------- | ------------------------------------------------ | ------------------------------------------------------------------------------------ | ----------------------------------------------------------- | ---------------------------------------------------- | --- |
| Šrámkův statek (Q30804275) | \| \| \| \| \| \|                                | 32717/6-681 Pam. katalog MIS                                                         | Piletice                                                    | Piletická 6/7 50°14′16,52″ s. š., 15°51′55,19″ v. d. | Venkovská usedlost Šrámkův statek. Patrový roubený statek z počátku 19. století s pavlačí na nádvorní straně s roubenou datovanou stodolou a branou. Typ charakteristický spíše pro oblast Sobotecka, na Královéhradecku ojedinělý. Památkově chráněno od 22. ledna 1964. |
|                            | Kategorie „Šrámkův statek “ na Wikimedia Commons | Hledat fotografie a kategorie ve Wikimedia Commons podle rejstříkového čísla památky | Nahrát snímek k tomuto tématu do úložiště Wikimedia Commons |                                                      | |

## Svinary
|  |  | Hledat fotografie a kategorie ve Wikimedia Commons podle rejstříkového čísla památky | Nahrát snímek k tomuto tématu do úložiště Wikimedia Commons |  |

|  |  | Hledat fotografie a kategorie ve Wikimedia Commons podle rejstříkového čísla památky | Nahrát snímek k tomuto tématu do úložiště Wikimedia Commons |  |

|  |  | Hledat fotografie a kategorie ve Wikimedia Commons podle rejstříkového čísla památky | Nahrát snímek k tomuto tématu do úložiště Wikimedia Commons |  |

## Nový Hradec Králové
| Památka                                         | Fotografie                                                                                | Rejstříkové číslo v ÚSKP                                                             | Sídelní útvar                                               | Poloha                                                                           | Popis a poznámky                                                                  |
| ----------------------------------------------- | ----------------------------------------------------------------------------------------- | ------------------------------------------------------------------------------------ | ----------------------------------------------------------- | -------------------------------------------------------------------------------- | --------------------------------------------------------------------------------- |
| Kostel svatého Antonína Poustevníka (Q12030662) | \| \| \| \| \| \|                                                                         | 14684/6-569 Pam. katalog MIS                                                         | Nový Hradec Králové                                         | Svatováclavské náměstí, st. 102, pp. 1228 50°10′37,78″ s. š., 15°51′19,28″ v. d. | Kostel sv. Antonína Poustevníka, schodiště. Památkově chráněno od 20. ledna 1964. |
|                                                 | Kategorie „Church of Saint Anthony the Great (Nový Hradec Králové) “ na Wikimedia Commons | Hledat fotografie a kategorie ve Wikimedia Commons podle rejstříkového čísla památky | Nahrát snímek k tomuto tématu do úložiště Wikimedia Commons |                                                                                  |                                                                                   |

## Třebeš
|  | Kategorie „Church of Saint John the Baptist (Hradec Králové) “ na Wikimedia Commons | Hledat fotografie a kategorie ve Wikimedia Commons podle rejstříkového čísla památky | Nahrát snímek k tomuto tématu do úložiště Wikimedia Commons |  |

|  | Kategorie „Vodojem Třebeš “ na Wikimedia Commons | Hledat fotografie a kategorie ve Wikimedia Commons podle rejstříkového čísla památky | Nahrát snímek k tomuto tématu do úložiště Wikimedia Commons |  |